# László Pusztai
László Pusztai (ur. 1 marca 1946 w Szentes, zm. 6 lipca 1987 w Polgárdi) – piłkarz węgierski grający na pozycji napastnika. W swojej karierze rozegrał 25 meczów w reprezentacji Węgier, w których strzelił 5 goli.

## Kariera klubowa
Karierę piłkarską Pusztai rozpoczął w klubie Szentesi Kinizsi. W 1966 roku przeszedł do Szegedi EOL AK. W 1966 roku awansował z nim do pierwszej ligi węgierskiej, a w 1968 roku spadł z nim do drugiej ligi.
W 1969 roku Pusztai odszedł do Honvédu Budapeszt. W Honvédzie występował do końca sezonu 1973/1974, a następnie podpisał kontrakt z innym budapeszteńskim klubem, Ferencvárosi TC. W 1975 roku awansował z Ferencvárosi do finału Pucharu Zdobywców Pucharów, jednak w nim nie zagrał (Ferencvárosi przegrał 0:3 z Dynamem Kijów). W sezonie 1975/1976 wywalczył z Ferencvárosi mistrzostwo Węgier oraz zdobył Puchar Węgier. W 1978 roku ponownie zdobył krajowy puchar, a w 1981 roku po raz drugi został mistrzem kraju.
W 1980 roku Pusztai odszedł z Ferencvárosi. W latach 1981–1983 występował w austriackim klubie SC Eisenstadt, w którym zakończył swoją karierę.

## Kariera reprezentacyjna
W reprezentacji Węgier Pusztai zadebiutował 12 kwietnia 1970 roku w zremisowanym 2:2 towarzyskim meczu z Jugosławią. W 1978 roku został powołany do kadry na Mistrzostwa Świata w Argentynie. Na Mundialu zagrał w dwóch meczach: z Włochami (1:3) i z Francją (1:3). Od 1970 do 1979 roku rozegrał w kadrze narodowej 25 meczów, w których strzelił 5 goli.
| Mecze i gole w reprezentacji | Mecze i gole w reprezentacji | Mecze i gole w reprezentacji | Mecze i gole w reprezentacji | Mecze i gole w reprezentacji | Mecze i gole w reprezentacji | Mecze i gole w reprezentacji |
| #                            | Data                         | Stadion                      | Rywal                        | Wynik                        | Gol                          | Rozgrywki                    |
| 1970                         | 1970                         | 1970                         | 1970                         | 1970                         | 1970                         | 1970                         |
| ---------------------------- | ---------------------------- | ---------------------------- | ---------------------------- | ---------------------------- | ---------------------------- | ---------------------------- |
| 1.                           | 12.04.1970                   | Belgrad, Jugosławia          | Jugosławia                   | 2:2                          | 0                            | towarzyski                   |
| 1975                         |                              |                              |                              |                              |                              |                              |
| 2.                           | 24.09.1975                   | Budapeszt, Węgry             | Austria                      | 2:1                          | 1                            | el. ME 1976                  |
| 3.                           | 08.10.1975                   | Łódź, Polska                 | Polska                       | 2:4                          | 1                            | towarzyski                   |
| 4.                           | 15.10.1975                   | Bratysława, Czechosłowacja   | Czechosłowacja               | 1:1                          | 0                            | towarzyski                   |
| 1976                         |                              |                              |                              |                              |                              |                              |
| 5.                           | 12.06.1976                   | Budapeszt, Węgry             | Austria                      | 2:0                          | 0                            | towarzyski                   |
| 6.                           | 08.09.1976                   | Sztokholm, Szwecja           | Szwecja                      | 1:1                          | 0                            | towarzyski                   |
| 7.                           | 22.09.1976                   | Berlin, NRD                  | NRD                          | 1:1                          | 0                            | towarzyski                   |
| 8.                           | 09.10.1976                   | Pireus, Grecja               | Grecja                       | 1:1                          | 0                            | el. MŚ 1978                  |
| 9.                           | 13.10.1976                   | Wiedeń, Austria              | Austria                      | 4:2                          | 0                            | towarzyski                   |
| 1977                         |                              |                              |                              |                              |                              |                              |
| 10.                          | 09.02.1977                   | Lima, Peru                   | Peru                         | 2:3                          | 0                            | towarzyski                   |
| 11.                          | 22.02.1977                   | Meksyk, Meksyk               | Meksyk                       | 1:1                          | 0                            | towarzyski                   |
| 12.                          | 27.02.1977                   | Buenos Aires, Argentyna      | Argentyna                    | 1:5                          | 0                            | towarzyski                   |
| 13.                          | 15.03.1977                   | Teheran, Iran                | Iran                         | 2:0                          | 0                            | towarzyski                   |
| 14.                          | 27.03.1977                   | Alicante, Hiszpania          | Hiszpania                    | 1:1                          | 1                            | towarzyski                   |
| 15.                          | 13.04.1977                   | Budapeszt, Węgry             | Polska                       | 2:1                          | 0                            | towarzyski                   |
| 16.                          | 20.04.1977                   | Budapeszt, Węgry             | Czechosłowacja               | 2:0                          | 0                            | towarzyski                   |
| 17.                          | 30.04.1977                   | Budapeszt, Węgry             | ZSRR                         | 2:1                          | 0                            | el. MŚ 1978                  |
| 18.                          | 18.05.1977                   | Tbilisi, ZSRR                | ZSRR                         | 0:2                          | 0                            | el. MŚ 1978                  |
| 19.                          | 28.05.1977                   | Budapeszt, Węgry             | Grecja                       | 3:0                          | 1                            | el. MŚ 1978                  |
| 20.                          | 29.10.1977                   | Budapeszt, Węgry             | Boliwia                      | 6:0                          | 0                            | el. MŚ 1978 – baraż          |
| 21.                          | 09.11.1977                   | Praga, Czechosłowacja        | Czechosłowacja               | 1:1                          | 0                            | towarzyski                   |
| 22.                          | 30.11.1977                   | La Paz, Boliwia              | Boliwia                      | 3:2                          | 0                            | el. MŚ 1978 – baraż          |
| 1978                         |                              |                              |                              |                              |                              |                              |
| 23.                          | 06.06.1978                   | Mar del Plata, Argentyna     | Włochy                       | 1:3                          | 0                            | MŚ 1978                      |
| 24.                          | 10.06.1978                   | Mar del Plata, Argentyna     | Francja                      | 1:3                          | 0                            | MŚ 1978                      |
| 1979                         |                              |                              |                              |                              |                              |                              |
| 25.                          | 19.05.1979                   | Tbilisi, ZSRR                | ZSRR                         | 2:2                          | 1                            | ME 1980                      |